# Monti Sabatini
Monti Sabatini je vrchovina sopečného původu ve střední Itálii, v Laziu. Leží 35 km severovýchodně od Říma, ze severu obklopuje jezero Bracciano. Společně s pohořími Monti Volsini a Monti Cimini tvoří Lazijské Antiapeniny. Nejvyšším bodem vrchoviny je Monte Rocca Romana (612 m).